# Paul Jove
Paolo Giovio, connu en français sous le nom de Paul Jove, né sur les bords du lac de Côme (Italie) le 21 avril 1483 et mort à Florence le 12 décembre 1552, est un médecin, historien et ecclésiastique italien des XVe et XVIe siècles. 

## Biographie

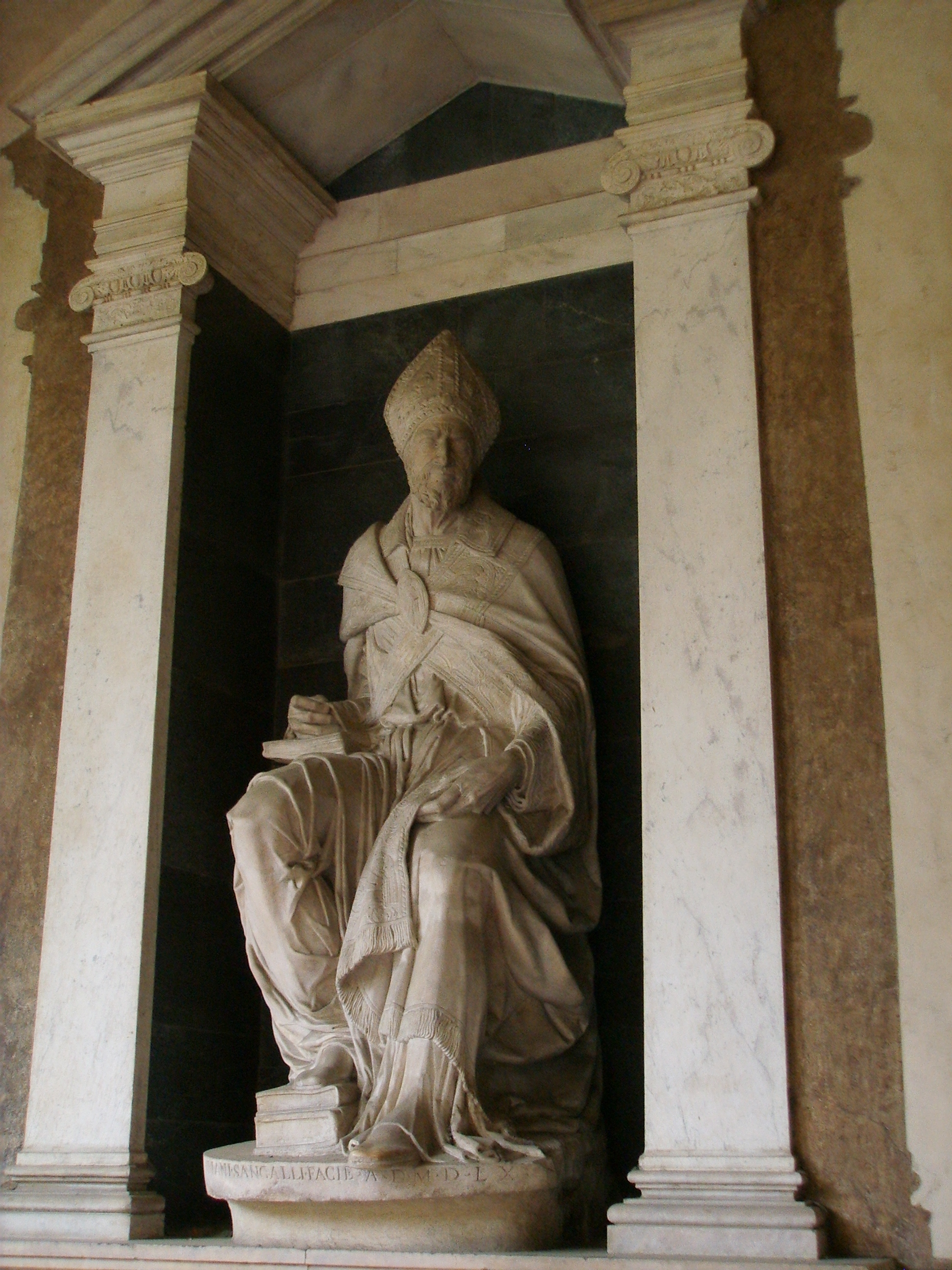
Monument à la mémoire de Paolo Giovo sculpté par Francesco da Sangallo, dans la basilique San Lorenzo de Florence.

D'abord médecin, diplômé de l'université de Pavie, Paolo Giovio arrive à Rome en 1512 et devient le médecin privé de nombreuses personnalités, dont le cardinal Jules de Medicis. Il devient son conseiller lorsque celui-ci devient pape sous le nom de Clément VII.   
Il passe 37 ans au service de différents papes au Vatican, et parcourt la hiérarchie ecclésiastique jusqu'au titre d'évêque suffragant de Nocera de' Pagani (Campanie), pour lequel il est consacré par le pape Clément VII en 1528. 
Il fait construire à Borgo Vico, au bord du lac de Côme, un édifice pour accueillir à partir de 1538 une galerie de portraits des hommes illustres : réunissant près de 400 portraits, c'est le premier "musée". Il publie en 1546 un premier tome d'Éloges des hommes illustres consacré aux écrivains dont il a le portrait, puis en 1551 un second tome consacré aux hommes de guerre.  
Professeur de philosophie, légat du pape et diplomate, Paolo Giovio est également un historien majeur de son époque. Il publie une Histoire de son temps, critique à l'égard de Charles Quint qu'il tient pour responsable du Sac de Rome de 1527 dont il a été témoin.  
Il est aussi un des premiers théoriciens de l'emblème avec son livre Dialogo delle imprese militari e amorose, qui sera traduit de l'italien et publié à Lyon en 1561. Il y propose « des emblèmes renvoyant à une idée et des devises de personnages célèbres, morts ou vivants ».

## Giovio l'historien
Avec Guichardin, il rédige les chroniques des guerres d'Italie. Le plus important de ses ouvrages est l'Historia sui temporis ab anno 1494 ad annum 1547 (Paris, 1553), traduit en français par Denis Sauvage (1555). Il écrit également un Éloge d'écrivains célèbres (Elogia doctorum virorum), et s'intéresse à la zoologie en publiant un ouvrage sur les poissons, De Romanis piscibus (Rome, 1524). 

## Publications
- De romanis piscibus (1524). Texte en ligne (B.N.F. Gallica) (lire en ligne)
- De piscibus liber unus, Argentorati, Jacobus Cammerlander Moguntinus, 1583.
- De legatione Basilii Magni Principis Moschoviae (1525)
- Comentario de le cose de' Turchi (1531) (lire en ligne)
- Elogia virorum litteris illustrium (1546). Édition de Venise 1546 (lieu et date d'édition à la fin du livre) en ligne. Édition de 1577 en ligne (B.N.F., Gallica) (lire en ligne)
- Descriptio Britanniae, Scotiae, Hyberniae et Orchadum (1548)
- Vitae (1549)
- Historiarum sui temporis libri (1550-52)
- Dialogo delle imprese militari e amorose[5]

## À noter
- Pantaléon Thévenin le cite dans son commentaire de La Semaine de Guillaume du Bartas.